# Persone di cognome Moretti
| Questa pagina contiene informazioni ricavate automaticamente dalle voci biografiche con l'ausilio del template Bio e di un bot. L'aggiornamento è periodico e automatico e ricostruisce completamente la pagina. Se manca una persona in questa lista, sei pregato di non aggiungerla, ma accertati piuttosto che la sua voce biografica contenga il template Bio e che i dati anagrafici siano correttamente compilati. Se il template Bio manca, inseriscilo tu stesso o, in alternativa, metti l'avviso {{tmp\|Bio}} che ne segnala la mancanza. Se i dati riportati sono sbagliati, correggi direttamente la voce biografica; le modifiche saranno visibili in questa lista entro pochi giorni. Per chiarimenti vedi il progetto antroponimi. La lista contiene solo le 96 persone che sono citate nell'enciclopedia e per le quali è stato implementato correttamente il template Bio. Pagina aggiornata al 23 lug 2025. |

Questa è una lista di persone presenti nell'enciclopedia che hanno il cognome Moretti, suddivise per attività principale.

## Allenatori di calcio(2)
- Antonio Moretti, allenatore di calcio e calciatore italiano (Rimini, n. 1902 - Modena, † 1985)
- Davide Moretti, allenatore di calcio e ex calciatore italiano (Firenze, n. 1967)

## Allenatori di pallacanestro(1)
- Paolo Moretti, allenatore di pallacanestro e ex cestista italiano (Arezzo, n. 1970)

## Allenatori di pallavolo(1)
- Luca Moretti, allenatore di pallavolo e ex pallavolista italiano (Ancona, n. 1962)

## Architetti(2)
- Gaetano Moretti, architetto italiano (Milano, n. 1860 - Milano, † 1938)
- Luigi Moretti, architetto italiano (Roma, n. 1906 - Capraia Isola, † 1973)

## Arcivescovi cattolici(1)
- Luigi Moretti, arcivescovo cattolico italiano (Cittareale, n. 1949)

## Attori(4)
- Marcello Moretti, attore italiano (Venezia, n. 1910 - Roma, † 1961)
- Renato Moretti, attore e sceneggiatore italiano
- Sandro Moretti, attore italiano (Roma, n. 1931)
- Tobias Moretti, attore e regista teatrale austriaco (Gries am Brenner, n. 1959)

## Attrici(2)
- Chiara Moretti, attrice italiana (Siena, n. 1953 - Firenze, † 2023)
- Linda Moretti, attrice italiana (Orta Nova, n. 1921 - Napoli, † 2005)

## Attrici pornografiche(1)
- Bella Moretti, ex attrice pornografica e modella statunitense (Las Vegas, n. 1989)

## Batteristi(1)
- Fabrizio Moretti, batterista brasiliano (Rio de Janeiro, n. 1980)

## Botanici(1)
- Giuseppe Moretti, botanico italiano (Roncaro, n. 1782 - Pavia, † 1853)

## Calciatori(18)
- Moretti, calciatore italiano
- Edoardo Moretti, calciatore italiano (Brembate, n. 1900)
- Emilio Moretti, calciatore italiano (Alessandria, n. 1896)
- Federico Moretti, ex calciatore italiano (Genova, n. 1988)
- Franco Moretti, calciatore italiano (Terni, n. 1922)
- Franco Moretti, calciatore italiano (La Spezia, n. 1928 - Le Grazie, † 2013)
- Giovanni Moretti, calciatore e allenatore di calcio italiano (Crema, n. 1909 - Crema, † 1971)
- Italo Moretti, calciatore italiano
- Lorenzo Moretti, ex calciatore sammarinese (n. 1979)
- Mario Moretti, calciatore italiano (Milano, n. 1889)
- Mario Moretti, calciatore italiano (Firenze, n. 1902)
- Maurizio Moretti, calciatore italiano (Gradisca di Sedegliano, n. 1945 - Gradisca di Sedegliano, † 2021)
- Michele Moretti, ex calciatore sammarinese (San Marino, n. 1981)
- Napoleone Moretti, calciatore italiano (Mantova, n. 1910)
- Oreste Moretti, calciatore italiano (Lecco, n. 1902)
- Ottavio Moretti, calciatore italiano (Bergamo, n. 1898 - Bergamo, † 1933)
- Tullio Moretti, calciatore italiano (Lecco, n. 1906 - Milano, † 1962)
- Vincenzo Moretti, ex calciatore italiano (Caserta, n. 1976)

## Calciatrici(1)
- Ginevra Moretti, calciatrice italiana (n. 2005)

## Canottieri(1)
- Mario Moretti, canottiere italiano (Milano, n. 1906 - Milano, † 1977)

## Cantanti(1)
- Donatella Moretti, cantante e conduttrice radiofonica italiana (Perugia, n. 1942)

## Cardinali(1)
- Vincenzo Moretti, cardinale e arcivescovo cattolico italiano (Orvieto, n. 1815 - Bologna, † 1881)

## Cestisti(2)
- Davide Moretti, cestista italiano (Bologna, n. 1998)
- Gioele Moretti, cestista sammarinese (Borgo Maggiore, n. 1993)

## Chitarriste(1)
- Filomena Moretti, chitarrista italiana (Sassari, n. 1973)

## Ciclisti su strada(2)
- Carlo Moretti, ciclista su strada italiano (Santa Maria Rossa, n. 1908 - Garbagnate Milanese, † 1952)
- Pasqualino Moretti, ex ciclista su strada italiano (Spino d'Adda, n. 1947)

## Compositori(3)
- Bruno Moretti, compositore, pianista e direttore d'orchestra italiano (Roma, n. 1957)
- Luigi Moretti, compositore e chitarrista italiano († 1850)
- Niccolò Moretti, compositore e organista italiano (Breda di Piave, n. 1764 - Treviso, † 1821)

## Critici letterari(1)
- Franco Moretti, critico letterario e saggista italiano (Sondrio, n. 1950)

## Dirigenti pubblici(1)
- Mauro Moretti, dirigente pubblico italiano (Rimini, n. 1953)

## Dirigenti sportivi(2)
- Daniele Moretti, dirigente sportivo, allenatore di calcio e ex calciatore italiano (Roma, n. 1971)
- Emiliano Moretti, dirigente sportivo e ex calciatore italiano (Roma, n. 1981)

## Disegnatrici(1)
- Bruna Moretti, disegnatrice, illustratrice e pittrice italiana (Ivrea, n. 1904 - Milano, † 1989)

## Doppiatori(1)
- Andrea Moretti, doppiatore italiano (Roma, n. 1978)

## Drammaturghi(1)
- Mario Moretti, drammaturgo, attore e regista teatrale italiano (Genova, n. 1929 - Roma, † 2012)

## Filosofi(1)
- Giampiero Moretti, filosofo italiano (Roma, n. 1955)

## Francescani(1)
- Girolamo Moretti, francescano italiano (Recanati, n. 1879 - Ancona, † 1963)

## Giocatori di calcio a 5(1)
- Diego Moretti, giocatore di calcio a 5 italiano (Ancona, n. 1982)

## Giocatrici di calcio a 5(1)
- Erika Moretti, giocatrice di calcio a 5 e ex calciatrice italiana (Torino, n. 1993)

## Giornalisti(3)
- Guglielmo Moretti, giornalista e conduttore radiofonico italiano (Forlì, n. 1920 - Roma, † 2017)
- Italo Moretti, giornalista e saggista italiano (Giulianova, n. 1933 - Roma, † 2020)
- Ugo Moretti, giornalista, scrittore e sceneggiatore italiano (Orvieto, n. 1918 - Roma, † 1991)

## Hockeisti su ghiaccio(1)
- Daniele Moretti, ex hockeista su ghiaccio italiano (Alleghe, n. 1977)

## Illustratori(1)
- Danilo Moretti, illustratore italiano (Torino, n. 1971)

## Imprenditori(1)
- Vittorio Moretti, imprenditore italiano (Firenze, n. 1941)

## Judoka(1)
- Elena Moretti, judoka italiana (Brescia, n. 1987)

## Mafiosi(2)
- Willie Moretti, mafioso italiano (Bari, n. 1894 - Cliffside Park, † 1951)
- Rocco Moretti, mafioso italiano (Foggia, n. 1950)

## Matematici(1)
- Gino Moretti, matematico italiano (Torino, n. 1917 - Burlington, † 2015)

## Militari(1)
- Ireneo Moretti, militare e aviatore italiano (Castellucchio, n. 1904 - Gibilterra, † 1940)

## Musicisti(1)
- Riccardo Moretti, musicista, compositore e direttore d'orchestra italiano (Pontedera, n. 1951)

## Organari(1)
- Gerolamo Moretti, organaro italiano (Padova)

## Pallamanisti(1)
- Alessio Moretti, pallamanista italiano (Segrate, n. 1994)

## Pallavolisti(1)
- Federico Moretti, pallavolista italiano (Fermo, n. 1983)

## Partigiani(1)
- Michele Moretti, partigiano, sindacalista e calciatore italiano (Como, n. 1908 - Como, † 1995)

## Patrioti(1)
- Silvio Moretti, patriota italiano (Comero, n. 1772 - Brno, † 1832)

## Piloti automobilistici(1)
- Gianpiero Moretti, pilota automobilistico e imprenditore italiano (Milano, n. 1940 - Milano, † 2012)

## Piloti motociclistici(1)
- Riccardo Moretti, pilota motociclistico italiano (Lugo, n. 1985)

## Pittori(1)
- Cristoforo de' Moretti, pittore italiano (Cremona)

## Poeti(2)
- Marino Moretti, poeta, romanziere e drammaturgo italiano (Cesenatico, n. 1885 - Cesenatico, † 1979)
- Sebastiano Moretti, poeta italiano (Tresnuraghes, n. 1868 - † 1932)

## Politici(5)
- Alessandra Moretti, politico italiano (Vicenza, n. 1973)
- Astolfo Moretti, politico italiano (Badia al Pino, n. 1910 - † 1971)
- Danilo Moretti, politico italiano (Fossalta di Portogruaro, n. 1946)
- Luigi Moretti, politico italiano (Nembro, n. 1944)
- Stefano Moretti, politico italiano (San Gemini, n. 1952)

## Presbiteri(2)
- Aldo Moretti, presbitero e partigiano italiano (Tarcento, n. 1909 - Udine, † 2002)
- Paolo Moretti, presbitero italiano (n. 1759 - Stoccolma, † 1804)

## Pubblicitari(1)
- Alceo Moretti, pubblicitario, giornalista e politico italiano (Pesaro, n. 1921 - Ancona, † 2012)

## Registi(2)
- Antonio Moretti, regista italiano (Monselice, n. 1932 - Roma, † 2020)
- Nanni Moretti, regista, attore e sceneggiatore italiano (Brunico, n. 1953)

## Sciatori alpini(1)
- Luca Moretti, ex sciatore alpino italiano (Livigno, n. 1980)

## Scultori(1)
- Giuseppe Moretti, scultore italiano (Siena, n. 1857 - Sanremo, † 1935)

## Storici(1)
- Luigi Moretti, storico e epigrafista italiano (Roma, n. 1922 - Roma, † 1991)

## Storici della letteratura(1)
- Walter Moretti, storico della letteratura italiano (Argenta, n. 1929 - Argenta, † 2008)

## Terroristi(1)
- Mario Moretti, terrorista italiano (Porto San Giorgio, n. 1946)

## Wrestler(1)
- Ivory, ex wrestler statunitense (Inglewood, n. 1961)

## Senza attività specificata(1)
- Andrea Moretti, allenatore di rugby a 15 e ex rugbista a 15 italiano (Mantova, n. 1972)